# Cezary Chlebowski
Cezary Chlebowski (ur. 15 lutego 1928 w Grodźcu, zm. 9 maja 2013 w Warszawie) – polski pisarz i publicysta, historyk, Harcerz Rzeczypospolitej; autor książek i szkiców poświęconych mało znanym wydarzeniom z dziejów polskiego Państwa Podziemnego w czasie II wojny światowej.

## Pochodzenie
Jego dziad, Antoni Chlebowski herbu Poraj (1872–1917), wywodził się ze szlachty kieleckiej z okolic Jędrzejowa. W 1905 roku, będąc studentem pedagogiki, został relegowany z Uniwersytetu Jagiellońskiego za aktywny udział w krakowskim ruchu studenckim i – dzięki protekcji dziedziców Grodźca Ciechanowskich – osiedlił się w tej miejscowości. Wywalczył budowę szkoły w osiedlu górniczym, tzw. „Pekinie”, i po jej ukończeniu w 1909 roku został tu kierownikiem. Sprawował tę funkcję aż do śmierci.
Jego babka, Helena z domu Kołaczyńska herbu Ślepowron (1876–1938), prowadziła dom i wychowywała dzieci – Helenę (1900–1954), Zygmunta (1902–1988) i Marię (1911–1979). Zygmunt, ojciec Cezarego, był urzędnikiem Kopalni „Grodziec”.
Dziad ze strony matki, Jan Szwaja (1878–1956), był podoficerem I Brygady Legionów i uczestnikiem wojny polsko-bolszewickiej w 1920 roku. Z zawodu był kolejowym maszynistą pociągów specjalnych. Babka – Franciszka z domu Bednarek – była krawcową i akuszerką, w latach 1911–1955 odebrała około 3 tysięcy porodów. Jan i Franciszka mieli czworo dzieci, spośród których najstarsza była Aniela (1905–1945) – matka Cezarego, kolejnym dzieckiem był Teofil (1909–1955), ojciec Moniki Szwai, następnym – Edward Szwaja (1910–1938), porucznik lotnictwa, który zginął w wojskowym wypadku lotniczym, a najmłodszą Teodozja (1914–1956), późniejsza Nędzka.

## Dzieciństwo i młodość: wojna i sabotaż, harcerstwo i edukacja

### Przed i w czasie II wojny światowej
W latach 1935–1939 ukończył 5 klas szkoły powszechnej, już w 1936 roku został zuchem, a następnie harcerzem i otrzymał stopień młodzika. Po wybuchu wojny kontynuował realizację programu I klasy gimnazjum na tajnych kompletach. W listopadzie 1939 roku pomagał ojcu, wraz z zastępem harcerskim, ukryć najcenniejsze książki biblioteki Polskiej Macierzy Szkolnej przed ich spaleniem przez Hitlerjugend. Ukończywszy 13 lat w 1941 roku rozpoczął pracę w warsztatach elektrycznych Szlenka, gdzie zetknął się z pierwszymi próbami sabotażowymi. 22 lipca 1942 roku wraz z rodziną został wysiedlony z Grodźca i wraz z pozostałymi 300 inteligenckimi rodzinami z Zagłębia był wywieziony na przymusowe roboty do Niemiec.
Wspomnienie rodziny Ostrowskich z Grodźca (Stefana Ostrowskiego jego żony Rozalii i córki Krystyny):
Po wybuchu drugiej wojny światowej Niemcy zaproponowali Stefanowi Ostrowskiemu pracę w charakterze tłumacza dla Rzeszy. Odmówił on współpracy z Niemcami i dlatego też został wraz z rodziną zesłany na roboty do Niemiec. Krystyna Ostrowska mówiła, że pewnej nocy do ich mieszkania, gdzie mieszkał Stefan z żoną Rozalią i córką Krystyną przyszło Gestapo. Kazali im spakować się, dali im tylko godzinę na zabranie najpotrzebniejszych rzeczy. W drodze, w pociągu, Ostrowscy poznali rodzinę Chlebowskich – rodziców i nastoletniego syna Cezarego. Obydwie rodziny zaprzyjaźniły się ze sobą. Krystyna była pod tak wielkim wrażeniem spokojnego charakteru i niezwykłej uprzejmości młodego chłopca Cezarego Chlebowskiego, że postanowiła, że jeżeli kiedykolwiek będzie miała syna, nazwie go Cezary. Po kilku dniach pobytu w Niemczech, Stefan, z racji tego, że dobrze znał język niemiecki, poznał strażnika obozu, który pomógł w uwolnieniu rodzin Ostrowskich oraz Chlebowskich. Dostali oni od żony strażnika jedzenie i wrócili do ojczyzny.
Po ucieczce stamtąd do Generalnego Gubernatorstwa Cezary Chlebowski zamieszkał w leśnictwie Horbów w okolicy Białej Podlaskiej. Tamtejszym leśniczym był Jan Kowerda (stryj Borysa Kowerdy), mąż Heleny Chlebowskiej. Przez 15 miesięcy (sierpień 1942 – listopad 1943) Chlebowski pracował jako robotnik leśny (prowadził też mały sabotaż, obniżając jakość zbieranej żywicy, która była odbierana na potrzeby niemieckiego przemysłu zbrojeniowego), po czym wraz z rodzicami przeniósł się do Sichowa, majątku radziwiłłowskiego koło Rytwian na Kielecczyźnie (gdzie zarządcą lasów był brat jego matki). Tu kontynuował pracę – wraz z ojcem – jako robotnik leśny. Tu też przyczynił się do zmarnowania eksperymentalnej niemieckiej plantacji koksagisu, z którym wiązano nadzieję jako alternatywnym źródłem kauczuku. Od początku 1944 roku – po zaprzysiężeniu do AK – pomagał ojcu i wujowi w redagowaniu biuletynu zawierającego informacje z nasłuchu radiowego oraz kolportował miejscową podziemną gazetkę. Po przedostaniu się – w czasie walk frontowych – do Stalowej Woli, kontynuował naukę jako uczeń II klasy gimnazjum. Kontynuował też działalność harcerską, szybko zostając zastępowym i otrzymując stopień wywiadowcy.

### Po wojnie
6 lutego 1945 roku – zaraz za frontem – wrócił do Zagłębia (jego ojciec został tam członkiem komisji rewindykacyjnej poniemieckiego przemysłu węglowego), gdzie kontynuował naukę w gimnazjum, ukończył kurs wodzów zuchowych uzyskując stopień ćwika i został wodzem zuchowym przy 6 ZDH (Zagłębiowskiej Drużyny Harcerskiej). W 1946 roku ukończył kurs instruktorski jako Harcerz Orli, a wkrótce potem – po ukończeniu kursu drużynowych w Czeladzi – Harcerz Rzeczypospolitej. Z kursu podharcmistrzowskiego usunął go w 1947 roku ze względów politycznych późniejszy komunistyczny „reformator” ZHP Stanisław Chladek. Maturę uzyskał w czerwcu 1946 roku w Sławięcicach i w 1947 roku przeniósł się do Warszawy. Do 1950 roku studiował na Wydziale Dyplomatyczno-Konsularnym i Studium Dziennikarskim Akademii Nauk Politycznych w Warszawie, skąd usunięto go z powodów politycznych. W tym roku został również usunięty z ZHP oraz stracił stypendium w Banku Handlowym.

### Studia i doktorat
W 1969 roku ukończył magisterskie studia dziennikarskie na Uniwersytecie Warszawskim, a w 1980 roku na Wydziale Historycznym Uniwersytetu Warszawskiego otrzymał stopień naukowy doktora na podstawie pracy „Monografia Organizacji Dywersyjnej AK poza wschodnimi granicami Polski w okresie wrzesień 1941 – marzec 1943” (promotor prof. dr hab. Tadeusz Jędruszczak, były komendant WIH, recenzenci: prof. dr hab. Aleksander Gieysztor i prof. dr hab. Andrzej Ajnenkiel). Praca ta została uznana przez Radio „Wolna Europa” za jeden z bestsellerów 1983 roku, otrzymała nagrodę im. Włodzimierza Pietrzaka w 1983 roku, była wyróżniona nagrodą specjalną przez Instytut Józefa Piłsudskiego w Nowym Jorku w 1984 roku jako „najlepsza książka w języku polskim żyjącego autora z najnowszej historii Polski wydana w latach 1981–1984”. Fundacja Fulbrighta w USA przyznała autorowi za tę pozycję nagrodę w postaci kilkumiesięcznego pobytu w USA. Książka „Wachlarz” oparta na tym doktoracie została wydana w sumie w ponadstutysięcznym nakładzie, co – według prof. Gieysztora – było rekordem ilościowym, jeśli chodzi o tego typu książki historyczne.

## Praca

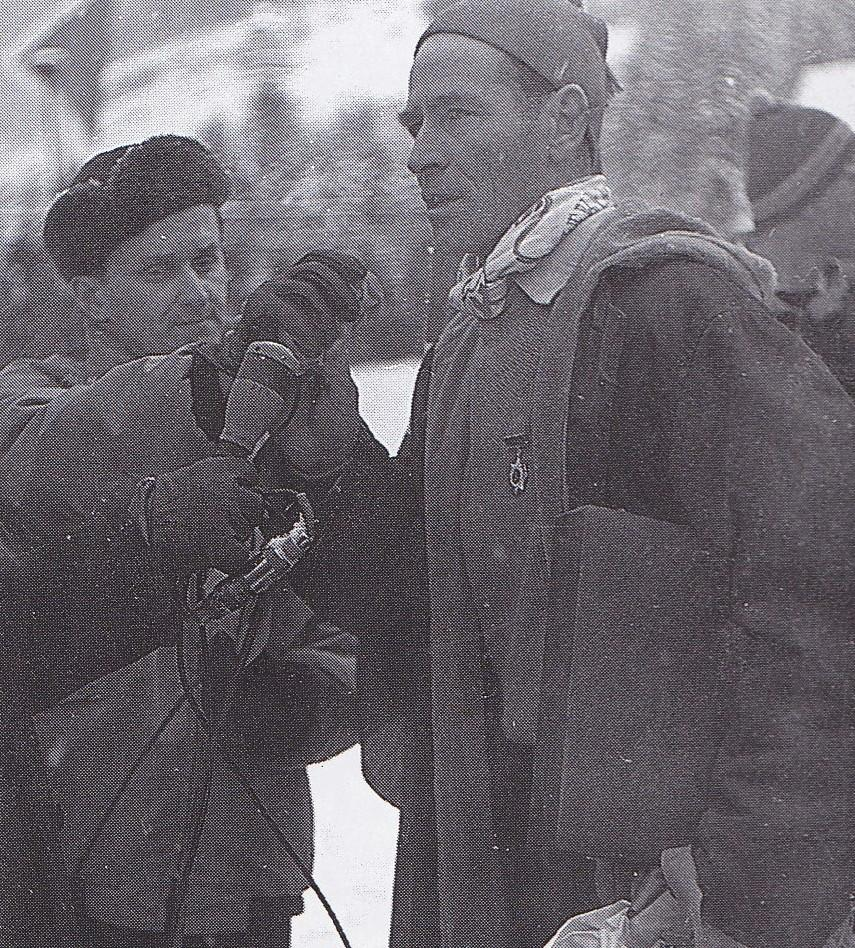
Wywiad Cezarego Chlebowskiego ze Stanisławem Marusarzem pod Krokwią w marcu 1952 roku

W latach 1950–1970 zmieniał pracę 27 razy, było to przeważnie wynikiem niechętnego stosunku władz PRL do jego osoby. Pracował m.in. w:
- (1947–1950) Bank Handlowy (stypendium studenckie)
- (1949–1951) Państwowa Szkoła Pracy Społecznej, liceum dla dorosłych (skąd został usunięty za to, że uczył ekonomii według niepoprawnego podręcznika)
- (1951–1954) warszawska redakcja czasopisma „Sport” w Katowicach (współpraca)
- (1951–1952) Rada Główna Zrzeszenia Sportowego „Ogniwo” (inspektor nadzoru inwestycji)
- (1952) Wydział Propagandy GKKF (skąd został usunięty, bo – jako delegat GKKF na tę imprezę – nie zdołał zapobiec temu, że skoczek narciarski Stanisław Marusarz w czasie konkursu skoków na Narciarskich Mistrzostwach Polski przeżegnał się znakiem krzyża przed oddaniem skoku)
- (1953–1954) Wydział Propagandy Zarządu Głównego Państwowego Zakładu Ubezpieczeń (skąd został usunięty za to, że pierwsza w kraju wielka neonowa reklama na budynku BGK w Warszawie zamiast prawidłowego tekstu „PZU UBEZPIECZA CIEBIE i TWOJE MIENIE” zapłonęła tekstem „PZU UBE………IEBIE I TWOJE MIENIE”)
- (1953–1954) redakcja „Wiadomości Ubezpieczeniowe” (sekretarz redakcji)
- (1954) Zarząd Główny Związku Zawodowego Pracowników Finansowych (wychowawca kulturalny inspektorów propagandy, skąd został dyscyplinarnie zwolniony za przywłaszczenie sobie książek z historii II RP przeznaczonych na przemiał)
- (1955) redakcja „Biuletynu Olimpijskiego” przy Polskim Komitecie Olimpijskim (skąd został zwolniony pod zmyślonym zarzutem antysemityzmu)
- (1955–1956) Komitet Organizacyjny Wyścigu Pokoju
- (1956) sekcja narciarska Klubu „Ogniwo”. Jako prezes sekcji doprowadził do ukończenia budowy skoczni narciarskiej na skarpie mokotowskiej w Warszawie
- (ok. 1957) ZG „Sparta” (instruktor sportów zimowych)
- (1956–1957) redakcja miesięczników sportowych ZG RSW „Prasa” (odejście z powodu redukcji etatów)
- (1957) redakcja miesięcznika „Polska” (sekretarz redakcji „Polska – Wschód”)
- (1958) redakcja miesięcznika „Zima” przy Polskim Związku Narciarskim
- (1959–1961) redakcja tygodnika „Sportowiec”
- (1963–1964) redakcja francuskojęzycznego „Tygodnika Polskiego” („La Semaine Polonaise”)
- (1964–1965) redakcja „Expressu Wieczornego” i „Kulis” (współpraca)
- (1964–1970) redakcje „PAX” („WTK”, „Wprost”, „Słowo Powszechne”) – ponad 800 publikacji
- (1967–1970) starszy redaktor w Polskiej Agencji „Interpress”
- (1971–1990) sekretarz redakcji miesięcznika „Widnokręgi” – organu Ogólnopolskiego Komitetu Pokoju
- (1995–2007) publicysta w „Tygodniku Solidarność”.

Po rozwiązaniu Komitetu Pokoju przeszedł na wcześniejszą emeryturę w 1990 roku.
Był stałym współpracownikiem programu TV „Rewizja Nadzwyczajna” prowadzonego przez red. Dariusza Baliszewskiego.
Jako dziennikarz zajmował się tematyką sportową (przede wszystkim pisał o narciarstwie) i kombatancką. W latach 1965–2002 przeprowadził ponad 1,5 tys. odczytów i spotkań autorskich w kraju oraz za granicą (w dużej części na własny koszt), przeważnie w środowiskach polonijnych, m.in. w Anglii (Londyn), Armenii (Erywań), Białorusi (Brasław, Brześć, Grodno, Lida, Mińsk), Kanadzie (Montreal, Toronto), Litwie (Wilno), Łotwie (Dyneburg, Ryga), Niemczech (Berlin, Hamburg, Monachium), Szwajcarii (Berno, Genewa), Ukrainie (Charków, Kijów, Lwów, Miednoje) i USA (Nowy Jork, San Francisco, Waszyngton).
W pierwszej połowie lat 90. brał udział w sesji plenarnej Polskiego Uniwersytetu Ludowego w Mińsku, poświęconej 50. rocznicy powstania Armii Krajowej i jej działalności na ziemiach wschodnich II Rzeczypospolitej.

## Relacje z władzami PRL

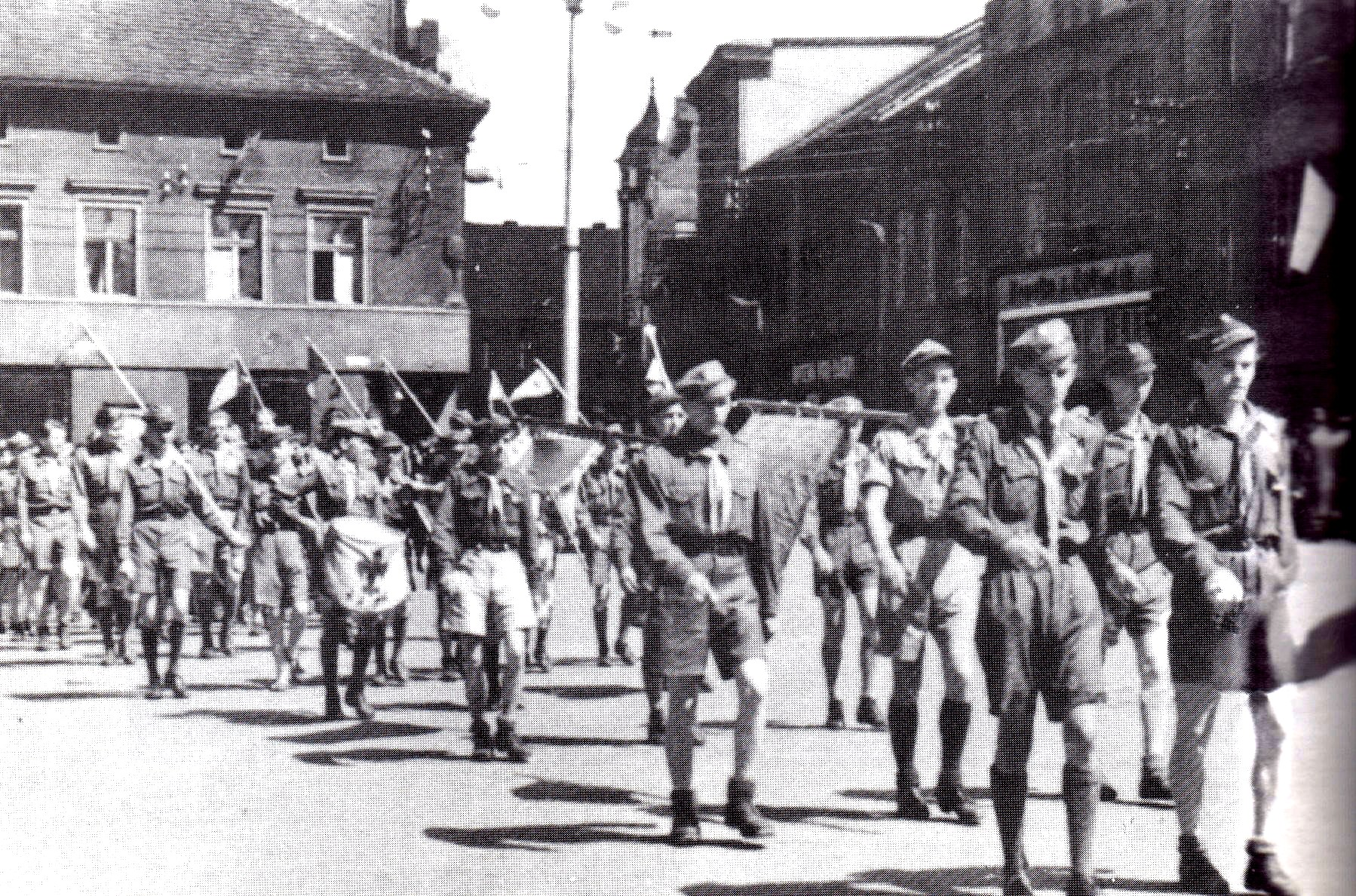
Przemarsz drużyny harcerskiej Cezarego Chlebowskiego przez rynek w Rybniku 3 maja 1946 roku Cezary Chlebowski – w pierwszym szeregu – trzeci od prawej

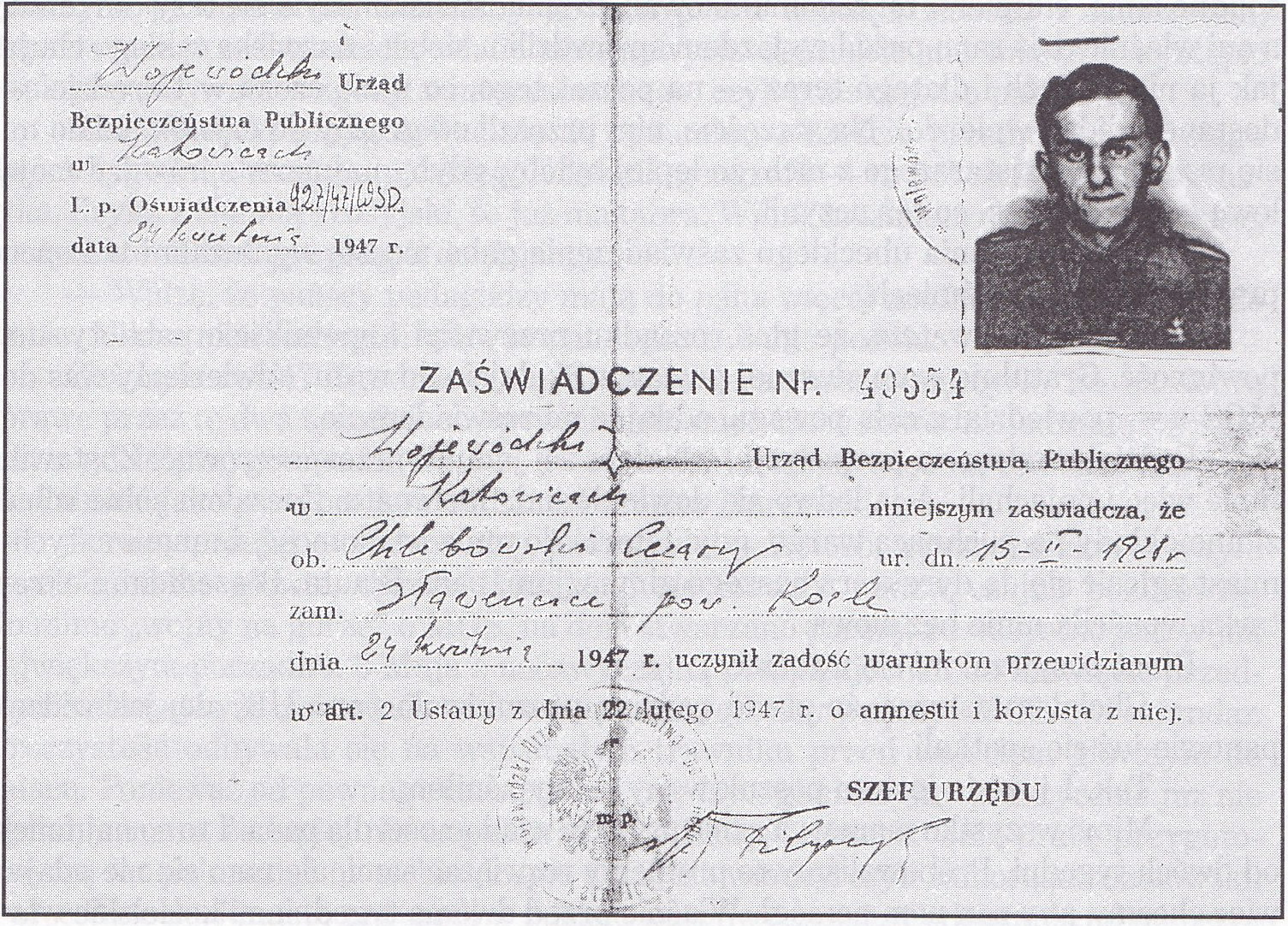
Zaświadczenie wydane przez Urząd Bezpieczeństwa Publicznego o ujawnieniu się Cezarego Chlebowskiego 24 kwietnia 1947 roku

Po współzorganizowaniu w kwietniu 1946 roku spotkania w Szczecinie z przemówieniem wicepremiera Stanisława Mikołajczyka i po zorganizowaniu 3 maja przemarszu drużyny harcerskiej przez Rybnik dla uczczenia rocznicy konstytucji został pobity i przesłuchany przez UB. W czasie przesłuchania podpisał zobowiązanie do nieujawniania nikomu tego faktu.
W kwietniu 1947 ujawnił się przed komisją likwidacyjną przy byłym Wojewódzkim Urzędzie Bezpieczeństwa Publicznego w Katowicach, gdzie stwierdził, że należał do organizacji niepodległościowej pod dowództwem „Tymoszuka” na terenie powiatu Biała Podlaska i do organizacji AK „Jędrusie” na terenie powiatu sandomierskiego.
W 1951 roku został powtórnie zatrzymany i pobity w Urzędzie Bezpieczeństwa przy ul. Cyryla i Metodego w Warszawie. „Zaproponowano” mu współpracę, jednak udało mu się uzyskać kilka dni „na zastanowienie”. W tym czasie napisał list do Stanisława Radkiewicza, członka Komisji Bezpieczeństwa KC PZPR, prosząc go o zwolnienie ze współpracy. W relacji SB incydent ten został opisany tak: W 1949 roku został pozyskany do współpracy przez Służbę Bezpieczeństwa, ale po krótkim okresie odmówił współpracy, pisząc list do Ministra BP o zwolnienie go od wykonywania zadań dla SB.
W latach 1964–1966 Wydział do Walki z Przestępstwami Gospodarczymi Komendy Stołecznej MO prowadził przeciw Chlebowskiemu postępowanie w związku z zarzutem „o przemyt kryształów”.
Służba Bezpieczeństwa założyła Chlebowskiemu teczkę 3 grudnia 1969 roku. Został „figurantem” o kryptonimie „Cezar”. Rozpoczęto intensywne działania śledcze, szykanujące, nękające, utrudniające dostęp do archiwów i rozsiewające błędne informacje i insynuacje na jego temat. Działania te były prowadzone przez Wydziały: VIII Departamentu I (ds. wywiadu), XII Departamentu II (ds. kontrwywiadu) oraz II i IV Departamentu III (ds. walki z działalnością antypaństwową w kraju) MSW. Działania te były prowadzone do 1983 roku, przykładowo (numery stron z teczki IPN Chlebowskiego):
- wpłynięcie przez TW „Artura” na poszczególne osoby z kontrwywiadu AK w Londynie, aby nie udzielały informacji Chlebowskiemu (s. 16)
- okresowa obserwacja operacyjna (s. 13), podsłuch telefoniczny (s. 17) i kontrola korespondencji (kopie listów na wielu stronach)
- przekazanie sugestii [w Londynie], że zbyt często wyjeżdża za granicę, a przecież byłym członkom AK wyjechać jest bardzo trudno (s. 43)
- wyciągnięcie konsekwencji administracyjnych w stosunku do osób wpłacających składki na sztandar „Ponurego” (s. 64)
- zwolnienie z funkcji w harcerstwie osób zaangażowanych w organizację nielegalnego spotkania na Wykusie (s. 64)
- zasugerowanie w redakcji młodzieżowej Ludowej Spółdzielni Wydawniczej, że książka „Gdy las był domem” nie nadaje się do druku, bo nikt inny też jej nie chce wydać (s. 74)
- „popieranie teorii kontaktów C. Chlebowskiego z MSW” (s. 76)
- zakaz emisji słuchowiska radiowego „Cień Ponurego” (s. 103)
- uniemożliwienie Chlebowskiemu zapoznania się z dokumentami dotyczącymi „Ponurego” (s. 190)
- zakaz druku książki „Gdy las był domem” w Wydawnictwie Łódzkim (s. 209) (książka ta ukazała się w tym Wydawnictwie, jednak w okrojonej formie i z „poprawnym politycznie” wstępem Tadeusza Jaskóły)
- wielokrotna odmowa wydania zezwolenia na broń myśliwską (s. 213 i 278–287)
- niedopuszczenie do publikacji w Wydawnictwie Łódzkim książki dotyczącej działalności Polonii na Łotwie w czasie okupacji (s. 252)
- zajęcie 42 książek po powrocie z USA (s. 310).

Sprawę Chlebowskiego przez cały czas prowadził w MSW starszy inspektor Wydziału II Departamentu III MSW ppłk (od 1973 roku płk) T. Krawczyk.

## Działalność

### Ważniejsze poszukiwania
- grudzień 1966 – odkrycie w Warszawie archiwum dowódcy Wachlarza, wyjazd do Mińska na Białorusi, odnalezienie białoruskich współpracowników Wachlarza z czasów wojny (współpraca z TPPR, Konsulatem PRL w Mińsku). Spotkania autorskie z Polonią białoruską i białoruskimi historykami
- wrzesień 1969 – wyjazd do Londynu, kontakt ze Studium Polski Podziemnej, spotkania z polskimi działaczami emigracyjnymi (Tadeusz Żenczykowski, Jan Nowak-Jeziorański, Józef Huczyński, gen. Tadeusz Pełczyński), spotkania autorskie w Konsulacie PRL z Polonią brytyjską
- sierpień 1970 – kolejny wyjazd do Londynu, kolejne kontakty z tamtejszymi działaczami AK, spotkania autorskie w Konsulacie, kontynuacja badań w Archiwum Polski Podziemnej, publikacje na łamach tamtejszego „Dziennika Polskiego” na temat AK, spotkania z Polonią współorganizowane ze Studium Polski Podziemnej.

### Inicjatywy
- wspólna inicjatywa ufundowania repliki sztandaru oddziału „Ponurego” i przekazanie go organizacji ZHP w Starachowicach oraz nadanie Szkole nr 2 w Starachowicach imienia Partyzantów Oddziału „Ponurego” (1969–1970)
- wspólna inicjatywa budowy pomnika mjr. Jana Piwnika „Ponurego” w Wąchocku (1984)
- współudział w sprowadzeniu prochów Jana Piwnika „Ponurego” do Polski i uroczystym pogrzebie (1969–1988)
- współudział w utworzeniu cmentarza AK pod Surkontami na Wileńszczyźnie (1991).

### Członkostwo w organizacjach
- ZHP (1945–1950)
- członek Związku Zawodowego Pracowników Bankowych (1949–1964)
- członek Polskiego Związku Narciarskiego (1949–1964)
- członek Warszawskiego Klubu Narciarskiego (1948–2000)
- członek SDP (ok. 1954–2013), w tym członek Rady Naczelnej SDP (1980–1981)[7]
- członek Związku Zawodowego Pracowników Książki, Prasy i Radia (1964–1978)
- członek ZLP (1968–1983)
- członek Polskiego Związku Łowieckiego (1968–1999)
- członek ZAiKS (1965–2013)
- członek SPP (1989–1991)
- członek Stowarzyszenia Autorów Dzieł Naukowych (1983–1986)
- członek PTTK (1984–2013)
- członek Niezależnego Komitetu Historycznego Badania Zbrodni Katyńskiej (od 1990)[8]
- członek Unii Demokratycznej (1992–1994)[7]
- członek Unii Wolności (1994–1996), członek Rady Regionu (1995–1996)[7]
- członek Światowego Związku Żołnierzy Armii Krajowej (2007–2013)
- członek Stowarzyszenia Kombatantów „Jędrusiów” Żołnierzy Armii Krajowej, Ich Rodzin i Sympatyków.

### Funkcje i stanowiska społeczne
- dwukrotny prezes (1951–1964) i kilkakrotny wiceprezes Warszawskiego Klubu Narciarskiego w latach 1951–1970
- członek Prezydium Zarządu Głównego Polskiego Związku Narciarskiego (1952–1960)
- członek Społecznego Komitetu Uczczenia Pamięci Gen. Grota i Jego Żołnierzy (1980–1995)
- wiceprzewodniczący Rady Ochrony Pamięci Walk i Męczeństwa w latach 1990–1992[9]
- członek Głównej Komisji Ścigania Zbrodni przeciwko Narodowi Polskiemu (1994–1998)
- członek Rady Honorowej Budowy Muzeum Powstania Warszawskiego.

## Twórczość
Był autorem 17 książek i 36 ich wznowień. Jego twórczość łączy wnikliwość historyczną z talentem narracyjnym (Pozdrówcie Góry Świętokrzyskie, Zagłada IV odcinka, Odłamki granatu, Gdy las był domem). Najpopularniejsze książki historyczne to: Pozdrówcie Góry Świętokrzyskie, Wachlarz i autobiografia Bez pokory. W sumie jego książki osiągnęły łączny nakład ponad 1 miliona egzemplarzy.
Ponadto dorobek Chlebowskiego składa się z:
- ponad 2 tysięcy artykułów publicystycznych, głównie na temat AK, publikowanych w takich czasopismach jak: „Świat”, „Perspektywy”, „WTK”, „Widnokręgi”, „Kultura”, „Słowo Powszechne”, „Kierunki”, „Tygodnik Powszechny”, „Dziennik Polski”, „Mówią Wieki”, „Świat Młodych”, „Tydzień Polski” (Wielka Brytania), „Słowo” (Wielka Brytania), „Abendzeitung” (Niemcy), „Gwiazda Polarna” (USA);
- kilkunastu słuchowisk radiowych;
- komiksów i powieści drukowanych w prasie w odcinkach;
- ponad 2 tysięcy wykładów, odczytów i spotkań autorskich[7].

### Książki
1. „Smak śniegu” – opowieść narciarska dla młodzieży, z ilustracjami Stanisława Kościelniaka, Wydawnictwo „Nasza Księgarnia”, Warszawa, 1962, nakład – 10 tys. egz.
2. „Nocne szlaki” – beletryzowane relacje z kurierskiej służby przez Tatry 9 czołowych narciarzy polskich przed wojną: Heleny Marusarzówny, Stanisława Marusarza, Jana Kuli i innych, Nasza Księgarnia, Warszawa,
  1. wydanie – 1964, nakład – 20 tys. egz.
  2. wydanie – 1966, nakład – 20 tys. egz.   8310088123
  3. wydanie – 1974, nakład – 30 tys. egz.
  4. wydanie – 1983, nakład – 30 tys. egz. (ISBN 8310088123)[10]
3. „Gazda z Diabelnej” – pełna przygód książka o repolonizacji Karkonoszy w 1945 roku ukazana w młodzieżowej, narciarskiej opowieści, Nasza Księgarnia, Warszawa,
  1. wydanie – 1967, nakład – 20 tys. egz.
  2. wydanie – 1969, nakład – 20 tys. egz.
  3. wydanie – 1978, nakład – 20 tys. egz.
  4. wydanie – 1986, nakład – 40 tys. egz. (ISBN 83-10-08881-7)
4. „Zagłada IV Odcinka” – dokumentalne odtworzenie działań dywersyjnych przez organizację AK Wachlarz na IV Odcinku w Mińsku na Białorusi, Instytut Wydawniczy „Pax”, Warszawa,
  1. wydanie – 1968, nakład – 10 tys. egz.
  2. wydanie – 1980, nakład – 20 tys. egz. (ISBN 83-211-0146-1)
  3. wydanie – 1987, nakład – 20 tys. egz. (ISBN 83-211-0882-2)
5. „Pozdrówcie Góry Świętokrzyskie” – półdokumentalna relacja z działań zbrojnych w 1943 roku na Kielecczyźnie w Górach Świętokrzyskich 400-osobowego Zgrupowania AK dowodzonego przez por./mjr. Jana Piwnika (Ponurego),
  1. wydanie (z przedmową Bogdana Hillebrandta) – 1968, Iskry, Warszawa, nakład – 10 tys. egz.
  2. wydanie – 1969, Iskry, Warszawa, nakład – 30 tys. egz.
  3. wydanie (bardzo rozszerzone) (od tego wydania z podtytułem „reportaż historyczny”) – 1981, Spółdzielnia Wydawnicza „Czytelnik”, Warszawa, nakład – 30 tys. egz. (ISBN 83-07-00200-1)
  4. wydanie (znów bardzo rozszerzone) – 1985, Spółdzielnia Wydawnicza „Czytelnik”, nakład – 30 tys. egz. (ISBN 83-07-01194-9, ISBN 978-83-07-01194-3)
  5. wydanie (rozszerzone) – 1988, Epoka, Warszawa, nakład – 70 tys. egz. (ISBN 83-85021-07-8)
  6. wydanie (rozszerzone, przejrzane i poprawione) – 1993, wyd. Tomasz Chlebowski[11], Warszawa, nakład – 10 tys. egz. (ISBN 83-85021-07-8)
  7. wydanie – 2006, Wydawnictwo Adam Marszałek, Toruń (ISBN 83-7441-440-5, ISBN 978-83-7441-440-1)
  8. wydanie (przedmowa, przypisy i aneks uzup. Marek Jedynak) – 2017, Spółdzielnia Wydawnicza „Czytelnik”, Warszawa (ISBN 978-83-07-03390-7)
6. „Odłamki granatu” – cztery zbeletryzowane relacje z czasów działań AK w Warszawie i na Nowogródczyźnie oraz opisy „rozliczeń”, jakie spotkały ich bohaterów po wojnie, PAX, Warszawa,
  1. wydanie – 1969, nakład 20 tys. egz.
  2. wydanie – 1972, nakład 20 tys. egz.
7. „Gdy las był domem” – 11 relacji z przebiegu walk w czasie wojny z Niemcami w czterech rejonach: za Bugiem, nad Niemnem, na Podlasiu i na Kielecczyźnie, 1972, Wydawnictwo Łódzkie, Łódź, nakład – 5 tys. egz.
8. „Trudne lato” – młodzieżowa książka o trudnym dorastaniu,
  1. wydanie – 1979, Młodzieżowa Agencja Wydawnicza, Warszawa, nakład – 40 tys. egz. (ISBN 83-203-1147-0)
  2. wydanie – 1991, Wydawnictwo Libra, Warszawa, nakład – 20 tys. egz. (ISBN 83-85005-52-8)
9. „Pokaż zęby” – okupacyjne dzieje na przykładzie autora,
  1. wydanie – 1981, Nasza Księgarnia, Warszawa, nakład – 30 tys. egz. (ISBN 8310078988)[12]
  2. wydanie – 1987, PAX, Warszawa, nakład – 30 tys. egz. (ISBN 83-211-0806-7)
10. „Cztery z tysiąca” – wojenne zbeletryzowane relacje różnych form walk z okupantem: partyzantki, cichociemnych, kontrwywiadu, dywersji poza Krajem (Ryga), Krajowa Agencja Wydawnicza, Warszawa,
  1. wydanie – 1981, nakład – 30 tys. egz.
  2. wydanie – 1983, nakład – 50 tys. egz. (ISBN 83-03-00275-9 i ISBN 978-83-03-00275-4)
11. „Wachlarz, monografia wydzielonej organizacji dywersyjnej Armii Krajowej: wrzesień 1941 – marzec 1943”, PAX, Warszawa,
  1. wydanie (350 stron) – 1983, nakład – 30 tys. egz. (ISBN 83-211-0419-3)
  2. wydanie (456 stron oraz 414 zdjęć i fotokopii) – 1985, nakład – 40 tys. egz. (ISBN 83-211-0678-1)
  3. wydanie (450 zdjęć i fotokopii) – 1990, nakład – 40 tys. egz. (ISBN 83-211-0678-1).
12. „Reportaż z tamtych dni” – 21 zbeletryzowanych relacji z walk podziemia AK na terenie całej okupowanej Polski, Krajowa Agencja Wydawnicza, Warszawa – wyróżnienie Funduszu Literatury przy Ministrze Kultury i Sztuki,
  1. wydanie – 1986, nakład – 50 tys. egz. (ISBN 83-03-00654-1)
  2. wydanie – 1988, nakład – 30 tys. egz. plus dodruk 10 tys. egz. (ISBN 83-03-00654-1[13] – w oprawie papierowej i ISBN 83-03-02439-6 – w twardej oprawie)
13. „Ostatnia droga Komendanta Ponurego” – (oprac., wraz z zespołem), 172 strony, Wydawnictwa Archidiecezji Warszawskiej, Warszawa, 1990
14. „Bez pokory” – autobiografia w 2 tomach, łącznie 918 stron i 101 zdjęć, Ars Print Production, Warszawa, 1997, nakład – 10 tys. egz. (ISBN 83-87224-05-7 i ISBN 83-87224-06-5)
15. „W armii Państwa Podziemnego” – 25 relacji z całej okupowanej Polski oraz Łotwy, Mińska i in., 2 tomy, 825 stron i 107 zdjęć dokumentalnych, AS KON, Warszawa, 2005, nakład – 15 tys. egz. (ISBN 83-7452-004-3 i ISBN 83-87545-41-4)
16. „Ponury – major Jan Piwnik 1912–1944”, Biblioteka Armii Krajowej – bojowy życiorys jednego z najwaleczniejszych cichociemnych (157 stron i 71 zdjęć), Oficyna Wydawnicza „Rytm”, Warszawa, 2006, nakład – 10 tys. egz. (ISBN 83-7399-180-8, ISBN 978-83-7399-180-4)
17. „Saga o bohaterach – Wachlarz IX 1941 – III 1943” – zbeletryzowany zapis bojowych działań dywersji AK na Wschodzie, od Rygi po Kijów i Odessę (306 stron i 184 zdjęcia), Oficyna Wydawnicza „Rytm”, 2008, nakład – 10 tys. egz. (ISBN 978-83-7399-305-1).

### Tłumaczenia książek na inne języki
1. „Tak chuti sneh” – edycja słowacka książki „Smak śniegu”, przekład Rudolf Turňa, Wydawnictwo Sportowe SV ČSTV, Bratysława, 1964, nakład – 4 tys. egz.
2. w: „О человеке, который не кланялся пулям: повесть и рассказы польских писателей” (O čeloveke, kotoryj ne klanâlsâ pulâm: povesti i rasskazy pol’skih pisatelej), zbiór powieści i opowiadań polskich pisarzy, tłum.: Л. Кашкуревича, В. Кисилева (L. Kaškureviča i V. Kiseleva), „Детская литература” (Detskaâ literatura), Москва (Moskwa), 1968.

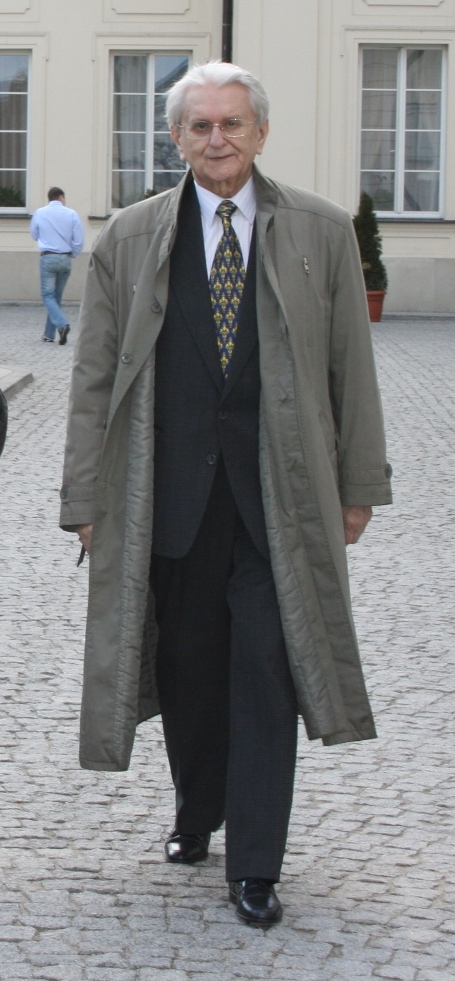
Cezary Chlebowski w 2008 roku

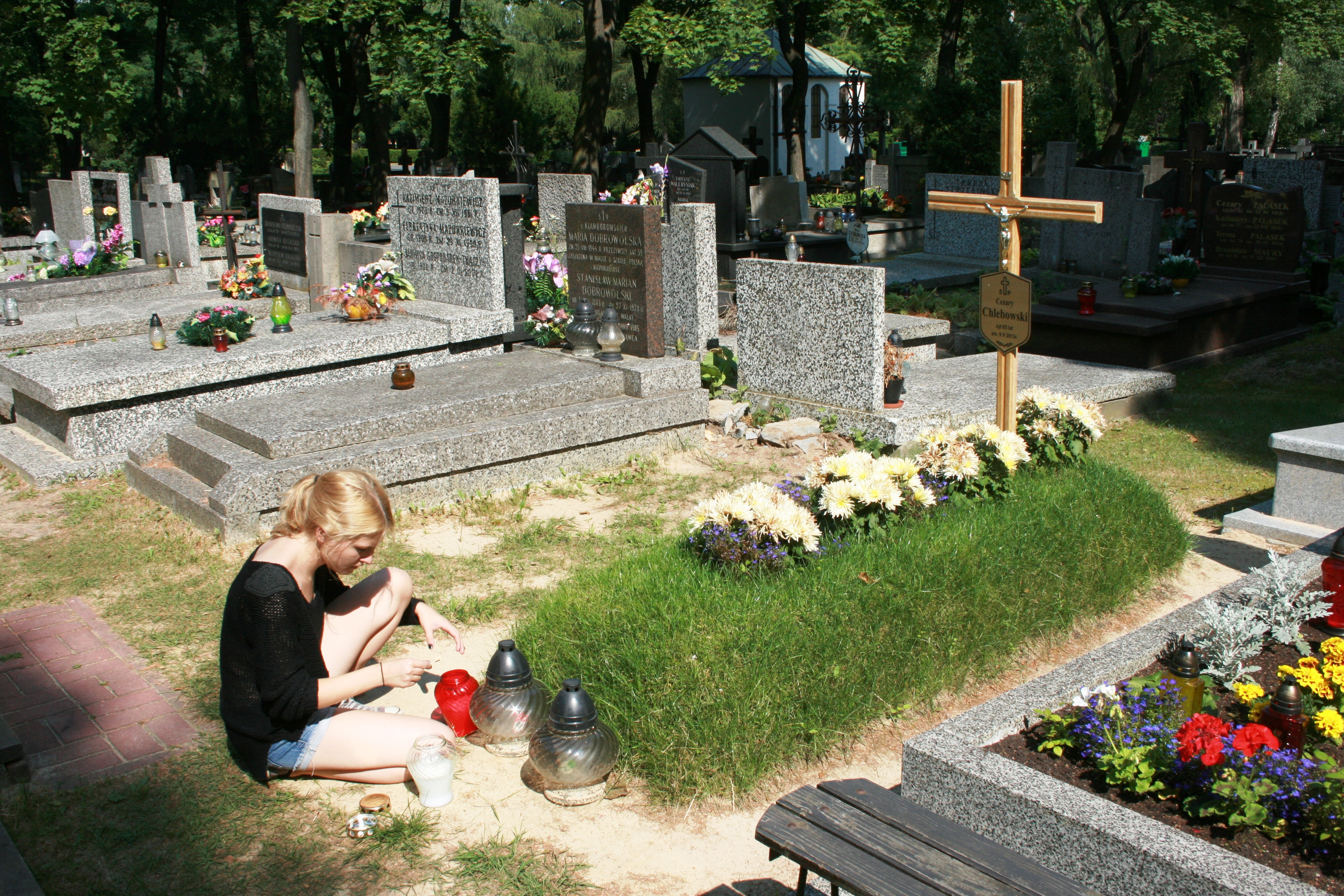
Wnuczka Cezarego Chlebowskiego przy jego mogile w lipcu 2013 roku

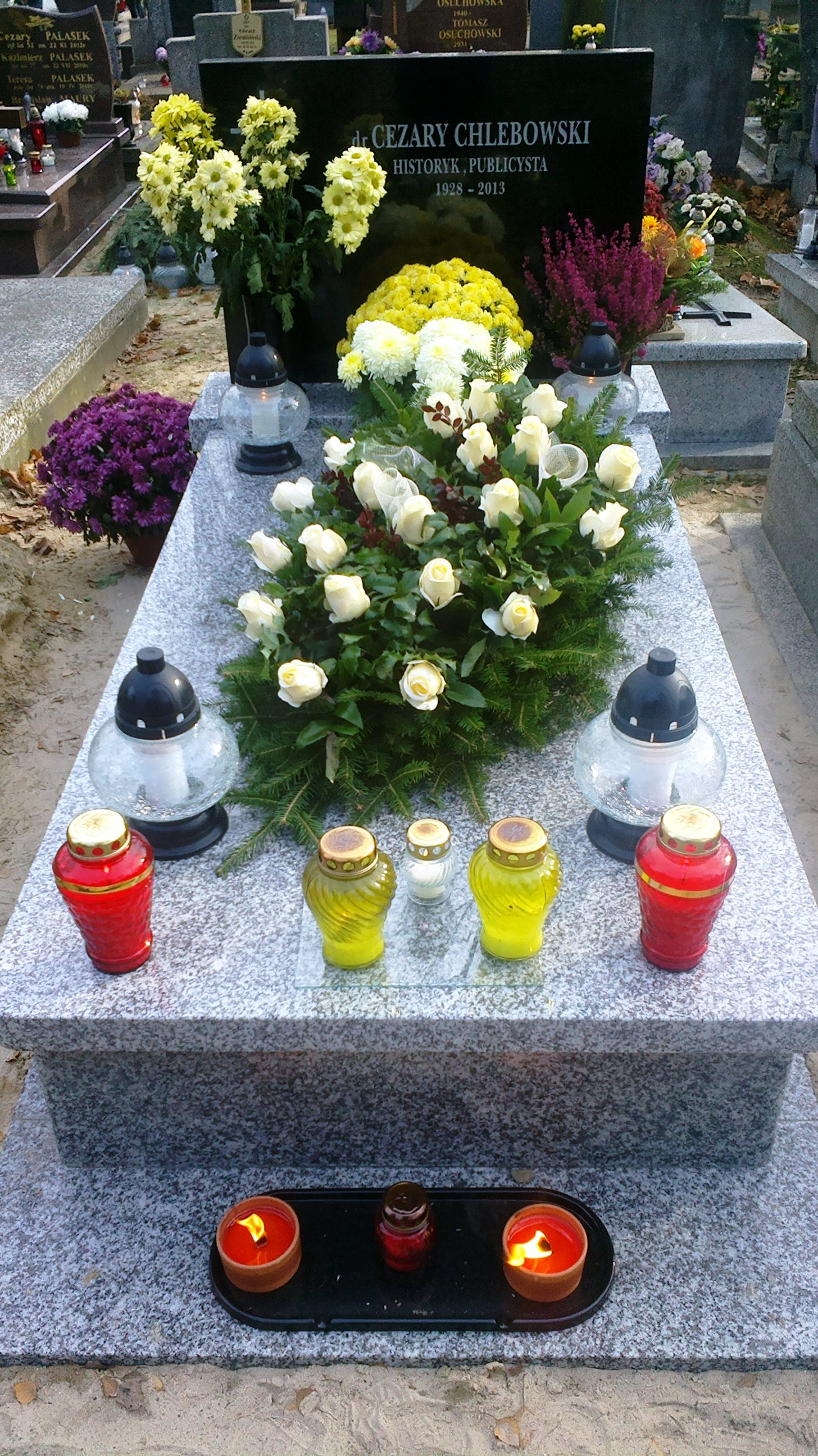
Grób Cezarego Chlebowskiego wystawiony 24 października 2013 roku

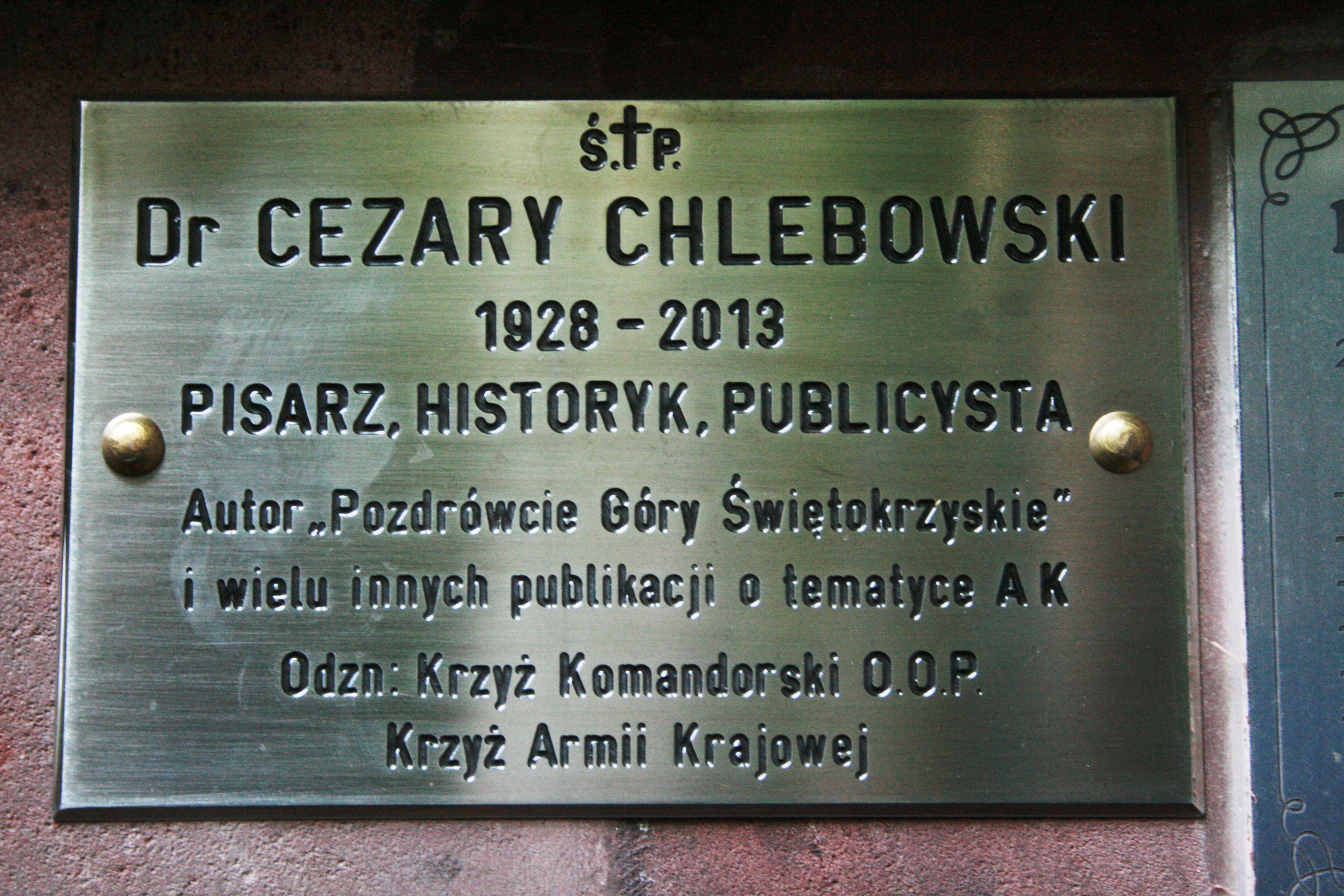
Tabliczka poświęcona Cezaremu Chlebowskiemu na Wykusie

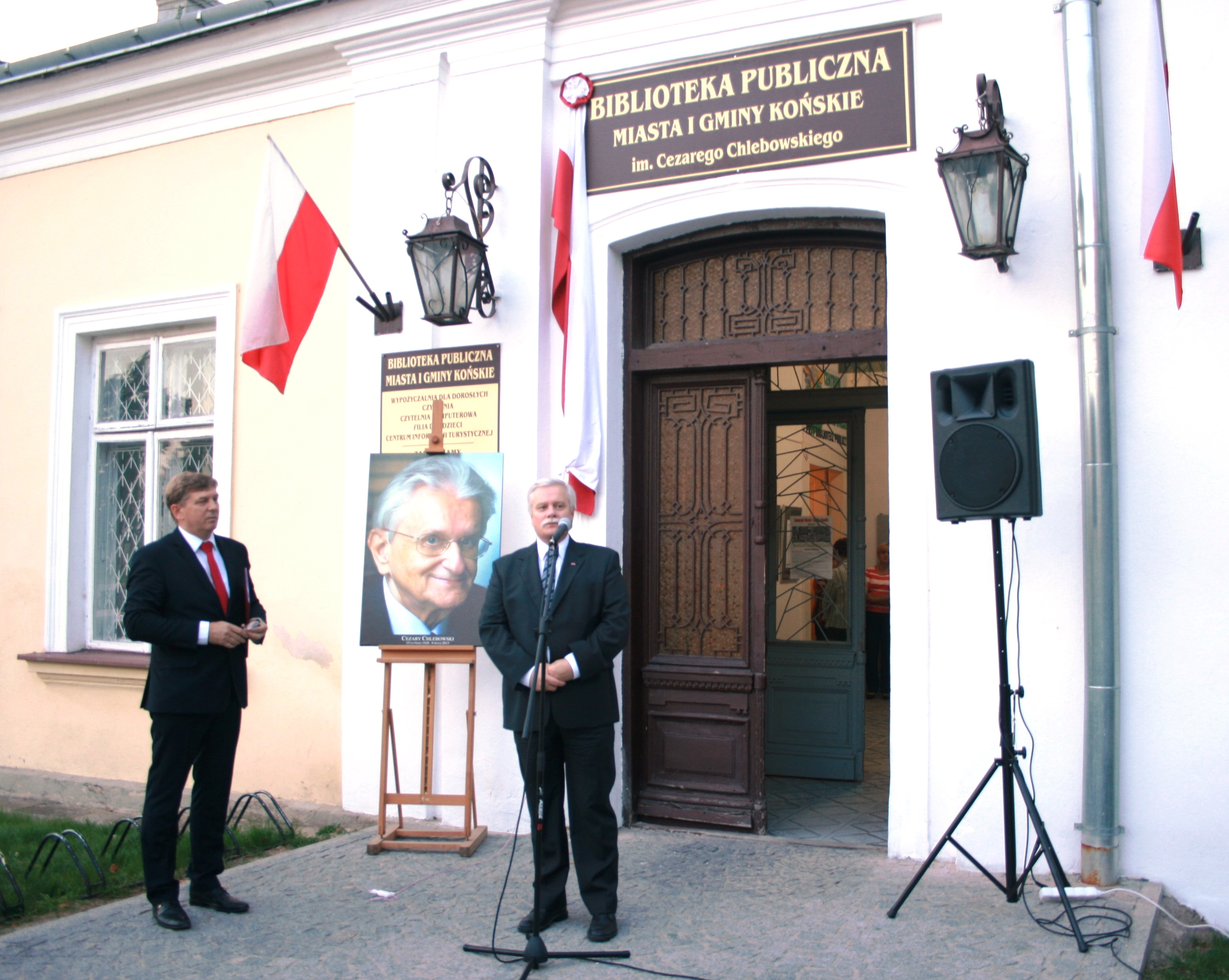
Odsłonięcie nowej tablicy Biblioteki Miejskiej w Końskich 30 sierpnia 2014 roku w ramach uroczystości związanych ze zmianą nazwy tej biblioteki na „Biblioteka Publiczna Miasta i Gminy Końskie im. Cezarego Chlebowskiego”. Przemawia Tomasz Chlebowski, syn Cezarego Chlebowskiego, po lewej – dyrektor biblioteki – Dariusz Kowalczyk

### Przedruki odcinkowe w periodykach
- komiks na podstawie książki „Pozdrówcie Góry Świętokrzyskie” w „Słowo Ludu”, dziennik PZPR, Kielce (1969), nakład 70 tys. egz.
- „Smak śniegu” w „Świat Młodych”, Tygodnik Młodzieżowy, Warszawa, 1972, nakład 60 tys. egz.
- „Pozdrówcie Góry Świętokrzyskie” – przedruk książki w 207 odcinkach, „Echo Dnia”, Kielce, 1983–1984, nakład 60 tys. egz.

### Filmy
- Znicz olimpijski, 1969 – polski film wojenny w reżyserii Lecha Lorentowicza na podstawie opowiadania Nocne szlaki (konsultacja)
- Steny pod jodłami, 1971 – polski dokumentalny reportaż historyczny w reżyserii Zygmunta Adamskiego (współpraca)[14]
- Gazda z Diabelnej (6 odcinków), 1979 – serial TV dla młodzieży o realiach życia tuż po wojnie na Dolnym Śląsku, według scenariusza Chlebowskiego.

## Nagrody i odznaczenia

### Nagrody literackie
- pierwsza nagroda Rady Ochrony Pamięci Walk i Męczeństwa, 1966
- druga nagroda Głównego Zarządu Politycznego Wojska Polskiego, 1970
- I nagroda SDP, 1969[7]
- II nagroda SDP, 1970
- wyróżnienie w konkursie z okazji 25-lecia zakończenia II wojny światowej, 1970
- Nagroda im. Włodzimierza Pietrzaka w dziedzinie historii najnowszej, za książkę „Wachlarz”, 1983. Autor przekazał tę nagrodę (w wysokości 60 tysięcy złotych) w całości na działalność Środowiska „Ponury”-„Nurt”[15]
- Nagroda Instytutu Józefa Piłsudskiego w Ameryce Poświęconego Badaniom Najnowszej Historii Polski w Nowym Jorku, 1984
- wyróżnienie Funduszu Literatury przy Ministrze Kultury i Sztuki, za książkę „Reportaż z tamtych dni”, 1987
- Doroczna Nagroda Fundacji Alfreda Jurzykowskiego w Nowym Jorku, 1996.

### Granty i stypendia
- Grant Fundacji Kościuszkowskiej w Nowym Jorku, 1975
- Stypendium Fulbrighta w Nowym Jorku, 1988
- Stypendium hr. Marion Dönhoff w Monachium, 1988[7]
- Stypendium Polskiej Fundacji Kulturalnej w Londynie, 1990[7].

### Odznaczenia
- Srebrny Krzyż Zasługi, numer D-30109, 22 lipca 1959
- Medal Wojska, numer 15518, Londyn, 25 września 1969
- Krzyż Armii Krajowej, Londyn, numer 6108, 10 października 1969
- Krzyż Kawalerski Orderu Odrodzenia Polski, numer 652-81-1, 27 maja 1981
- Medal 40-lecia Polski Ludowej (uchwałą Rady Państwa nr 57/29/84 M z 22 lipca 1984)
- Krzyż Zrzeszenia „Wolność i Niezawisłość” za działalność niepodległościową w latach 1945–1954, legitymacja AA-8/90 z 3 marca 1990
- Krzyż Zasługi ZHP b. żołnierzy Szarych Szeregów AK (ustanowiony przez Radę Przyjaciół ZHP byłych żołnierzy Szarych Szeregów Armii Krajowej w Skandynawii z okazji XXXV rocznicy powstania warszawskiego 1944–1979 dla upamiętnienia wysiłku w walkach z okupantem w latach 1939–1945, legitymacja 32/90 z 11 listopada 1990

- Medal „Polska swemu Obrońcy”, 1992
- Srebrny Krzyż „Za Zasługi dla ZHP” z rozetą z mieczami, legitymacja nr 3612, 1 czerwca 1995
- Odznaka „Weteran Walk o Wolność i Niepodległość Ojczyzny” Urzędu ds. Kombatantów i Osób Represjonowanych nr 20501/218951/000034/BK, 1996
- Krzyż Niezłomnych, numer 000232, 3 maja 1998
- Medal „Pro Memoria”, 2005
- Krzyż Komandorski Orderu Odrodzenia Polski, numer 181-2006-10, 11 listopada 2006[16]
- Odznaka honorowa Zasłużony dla Kultury Polskiej, 2008.

### Honorowe odznaki i tytuły
- 1972 – Złota Odznaka Honorowa Związku Inwalidów Wojennych Polskich Sił Zbrojnych w RFN, Monachium
- 1975 – Honorowa Odznaka II i V Batalionu Okręgu Nowogródzkiego AK
- 1977 – Odznaka Honorowa III Wileńskiej Brygady Partyzanckiej AK „Szczerbca”
- 1981 – Honorowa Odznaka Szkoły Podchorążych Rezerwy Piechoty ZWZ AK
- 1981 – honorowe członkostwo Koła Przewodników Świętokrzyskich PTTK w Kielcach (legitymacja nr 2-14/81 z 23 kwietnia 1981 roku)
- 1982 – Honorowa odznaka Okręgu Radomsko-Kieleckiego „Jodła”
- 1983 – Odznaka Honorowa Organizacji Wydzielonej „Wachlarz” Armii Krajowej, numer 65
- 1983 – Złota honorowa odznaka jubileuszowa z okazji 60-lecia Warszawskiego Klubu Narciarskiego
- 1984 – Honorowy Tytuł Żołnierza Wachlarza
- 1986 – Honorowa Odznaka P.O.S. „Jerzyki” (legitymacja 385)
- 1990 – Honorowe Obywatelstwo gminy Końskie
- 1991 – Złota Odznaka Fundacji Armii Krajowej (Polish Resistance Foundation)
- 1998 – Honorowa Odznaka Pamięci „Akcji Burza”
- 2002 – Medal upamiętniający udział AK w obronie ludności Zamojszczyzny przyznany przez Środowisko 9. Pułk Piechoty Legionów AK przy Światowym Związku Żołnierzy Armii Krajowej
- 2009 – Honorowa Odznaka Stowarzyszenia Pamięci „Ponury – Nurt” (legitymacja nr I)
- Odznaka Stowarzyszenia Kombatantów „Jędrusiów” Żołnierzy Armii Krajowej, Ich Rodzin i Sympatyków
- Odznaka Żołnierzy Armii Krajowej b. Okręgu Radomsko-Kieleckiego (legitymacja nr 372).

### Awanse wojskowe
- szeregowy  – 1944
- kapral – 10 listopada 1990
- podporucznik – 2 marca 2006
- porucznik – 28 września 2007
- kapitan – 11 kwietnia 2011.

## Życie prywatne
Od 1947 roku do śmierci mieszkał w Warszawie. W 1951 roku ożenił się z Anną Piskorską (rozwód w 1966 roku).
Jego szwagierką była Katarzyna Piskorska, która zginęła w 2010 roku w czasie katastrofy polskiego Tu-154 w Smoleńsku. Był ojcem Weroniki Chlebowskiej-Dziadosz – pedagoga i działaczki opozycji antykomunistycznej w PRL (zm. 26 kwietnia 2025 roku) i Tomasza Chlebowskiego. Powtórnie ożenił się z Grażyną Ciszewską (1937–2019).
Został pochowany 17 maja 2013 roku na Cmentarzu Wojskowym na Powązkach w Warszawie w sektorze D, rząd 1b, grób 35.

## Upamiętnienie
14 czerwca 2013 roku w przededniu uroczystości na Wykusie, przy tamtejszej kapliczce umieszczono tabliczkę upamiętniającą Cezarego Chlebowskiego i jego dzieło.
9 maja 2014 roku, w pierwszą rocznicę jego śmierci, spadkobiercy Cezarego Chlebowskiego przekazali całe jego archiwum do Archiwum Akt Nowych.
Rada Miejska w Końskich na swojej XL sesji 25 czerwca 2014 roku nadała Bibliotece Publicznej Miasta i Gminy Końskie imię Cezarego Chlebowskiego. Uroczyste odsłonięcie nowej tablicy biblioteki odbyło się 30 sierpnia 2014 roku w ramach obchodów dni Koneckiego Września.